# یواس‌اس باستیون (ای‌سی‌ام-۶)
یواس‌اس باستیون (ای‌سی‌ام-۶) (به انگلیسی: USS Bastion (ACM-6)) یک کشتی بود که طول آن ۱۸۸ فوت ۲ اینچ (۵۷٫۳۵ متر) بود. این کشتی در سال ۱۹۴۲ ساخته شد.